# Katrin Ritt
Katrin Ritt (n. 25 martie 1980, Kirchdorf an der Krems, Austria Superioară) este o actriță austriacă.

## Date biografice
Katrin a debutat ca actriță în anul 1988 în filmul "Preis der Unschuld" (Prețul nevinovăției). Apare ulterior în filme ca: Tatort, Die Strandclique, Unter weißen Segeln, Hanna - Folge deinem Herzen. Din 2005 joacă rolul Yasemin Garcia în filmul Marienhof (serial). Katrin Ritt din anul 2007, trăiește împreună cu soțul ei în Germania, în februarie 2008 naște o fetiță.